# Друзья мои
«Друзья мои» — киноальманах режиссёров Александра Пашовкина, Аркадия Кордон, Всеволода Плоткина и Евгения Гончарова, снятый в 1973 году на Киностудии «Мосфильм» по сценарию Ивана Зюзюкина и Валерия Аграновского.

## Сюжет
Этот киноальманах, сделанный вгиковцами, состоит из четырех новелл, смысл которых точнее всего выражен в строках Беллы Ахмадулиной (стихи поэтессы в ее собственном исполнении постоянно звучат с экрана, как бы комментируя и связывая короткие лирические этюды): «Вот человек он вам неведом, но этот человек — ваш друг». Нашим другом оказываются и старый деревенский учитель («Старый учитель»); и застенчивый шофер молоковоза Федя, спасающий своего товарища («Тихоход»); и старшеклассники Таня и Борис, юные изобретатели новой конструкции гоночной машины («Татьяна-Борис»); и молодой учёный («Чукотский марш») .— журнал «Советский экран», 1974
Киноальманах сделанный вгиковцами, состоит из четырёх новелл:
- «Старый учитель»

Рассказ о сельском учителе, передавшем своим ученикам знания и любовь к родной природе.
- «Тихоход»

«Тихоход» — так прозвали в деревне водителя молоковоза. Но этот застенчивый и молчаливый парень, не задумываясь, рискует своей жизнью, спасая другого водителя, с отказавшими тормозами.
- «Татьяна-Борис-Табор»

О старшеклассниках, увлечённых гонками на картингах. Борис угоняет грузовик, чтобы проверить некоторые свои конструкторские идеи на практике. Следователь помогает герою осознать свой проступок, не возбуждая уголовного дела.
- «Чукотский марш»

Руководитель студенческого строительного отряда — сухой и властолюбивый — получает от своего учителя урок доброжелательности и уважения к людям.

## В ролях
голос ** Беллы Ахмадулиной звучит перед каждой новеллой — читает свои стихи.
- «Старый учитель»:
  - Валентин Никулин — Александр Васильевич, пожилой сельский учитель
  - Любовь Соколова — Мася, жена сельского учителя
  - Павел Винник — механик из города
  - Михаил Кислов — Валя Кочнев, бывший ученик Александра Васильевича, работник РОНО
  - Наталья Воробьёва — Инна Павловна, учительница
  - Александр Вигдоров — водитель сломавшейся машины
  - Николай Маликов — Парфёныч, шофёр
- «Тихоход»:
  - Владимир Иванов — Федюня, колхозный шофёр
  - Геннадий Корольков — Костя, шофёр
  - Нина Русланова — Зина, буфетчица
  - Любовь Соколова — дежурная по железнодорожному переезду
  - Геннадий Юхтин — Егорыч, ветеринар
  - Николай Сморчков — водитель у чайной
  - Екатерина Граббе — доярка
  - Людмила Карауш — посетительница чайной
  - Елена Фетисенко — озорная доярка
  - Михаил Зимин — посетитель чайной
- «Татьяна-Борис-Табор»:
  - Александр Бобышев — Борис Пирогов
  - Елена Антонова — Татьяна Жиганова
  - Леонид Куравлёв — Проворов, инспектор ГАИ
  - Валерий Козинец — шофёр
- «Чукотский марш»:
  - Андрей Вертоградов — Сергей Николаевич Громов, учёный, командир стройотряда
  - Николай Граббе — Евгений Фёдорович, начальник Громова
  - Светлана Крючкова — жена Громова
  - Александр Леньков — студент-художник
  - Инна Макарова — мама Павлика Киселёва
  - Олег Чайка — Павел Киселёв, заместитель командира стройотряда, трубач-любитель
  - Рубен Симонов — Погосян, бородач, кандидат в стройотрядовцы
  - Валерий Бондаренко — эпизод
  - Александра Харитонова — телефонистка